# Tông Dúi
Dúi là một tông gồm 4 loài gặm nhấm thuộc phân họ Rhizomyinae. Chúng sinh sống ở nửa phía đông châu Á.

## Các loài
Tông này có 2 chi và gồm các loài:
- Chi Rhizomys:
  - Dúi mốc nhỏ (Rhizomys sinensis): được tìm thấy ở miền trung và miền nam Trung Quốc, phía bắc Myanmar, Việt Nam;
  - Dúi mốc lớn (Rhizomys pruinosus): tìm thấy từ Assam Ấn Độ miền nam Trung Quốc, Myanmar, Thái Lan, Lào, Campuchia, Việt Nam và tới Perak trên bán đảo Mã Lai;
  - Dúi má vàng hay dúi má đào (Rhizomys sumatrensis): được tìm thấy ở Vân Nam, Đông Dương, bán đảo Mã Lai và Sumatra.
- Chi Cannomys
  - Dúi nâu (Cannomys badius): được tìm thấy tại Nepal, Assam, phía bắc Bangladesh, Myanmar, Thái Lan, Lào, Campuchia và phía bắc Việt Nam.

## Miêu tả
Các loài này có kích cỡ khác nhau, Cannomys badius dài 15–25 cm (đầu và thân: đuôi dài 6 cm) và nặng từ 500-750 g, dúi Sumatra dài gần 50 cm với đuôi dài 20 cm và nặng đến 4 kg. Chúng ít có thời gian sống trên mặt đất, chủ yếu sống trong hang và ăn phần dưới của cây. 

## Môi trường sống
Chúng sống ở độ cao 1.200-4.000 m và ăn các bộ phận ngầm dưới đất của cây, ngoại trừ Cannomys badius với thức ăn chủ yếu là tre và sống trong các bụi tre dày. Cannomys badius đa dạng hơn về môi trường sống của nó, sống trong khu vực đồng cỏ, rừng, và đôi khi khu vườn, và ăn đa dạng hơn của thảm thực vật.
Tất cả các loài dúi đều bị coi là sinh vật gây hại nông nghiệp, do chúng ăn rễ của một loạt các cây trồng như sắn, mía, chè, nhưng chúng cũng được công nhận là động vật cung cấp thực phẩm có giá trị. Dúi mốc nhỏ được bán tại các chợ thực phẩm ở Trung Quốc.
Những con dúi đều là vật chủ tự nhiên của loài nấm mốc gây bệnh, Penicillium marneffei, đặc hữu ở tất cả các loài trong khu vực Đông Nam Á. Trong khu vực này, penicilliosis do mốc là nhiễm trùng cơ hội phổ biến thứ ba trong các cá nhân dương tính HIV.